# Jay Feely
Jay Feely (New Prague, 23 maggio 1976) è un ex giocatore di football americano statunitense che ha militato nel ruolo di placekicker nella National Football League (NFL).

## Carriera professionistica

### Atlanta Falcons
Stagione 2001
Firmato tra i rookie non scelti nel drafr dagli Atlanta Falcons, ha giocato 16 partite mettendo 29 su 37 field goal di cui uno bloccato, con il più lungo di 55 yard. Ha realizzato anche 28 di 28 extra point e 75 kickoff per 4648 yard di cui 2 terminati fuori dal campo di gioco, 7 touchback, 64 ritornati e 3 onside kick di cui 2 recuperati.
Nel 2002 ha giocato 16 partite segnando 32 su 40 field goal, di cui 2 bloccati, con il più lungo di 52 yard. Ha realizzato anche 42 su 43 extra point di cui uno bloccato e 92 kick off per 5905 yard di cui 2 terminati fuori dal campo di gioco, 16 in touchback, 73 ritornati e un onside kick recuperato.
Nella sua terza stagione, Feely ha giocato 16 partite mettendo 19 su 27 field goal di cui uno bloccato, con il più lungo di 46 yard. Ha realizzato anche 32 su 33 extra point di cui uno bloccato e 69 kick off per 4 382 yard di cui 2 terminati fuori dal campo di gioco, 7 touchback, 58 ritornati e 3 onside kick di cui nessuno recuperato.
Nel 2004, l'ultima stagione ai Falcons, il kicker ha disputato 16 partite segnato 18 field goal su 23, con il più lungo da 47 yard. Ha realizzato anche 40 su 40 extra point e 73 kick off per 4657 yard di cui 3 terminati fuori dal campo di gioco, 13 in touchback, 55 ritornati con un touchdown e 3 onside kick di cui 2 recuperati.

### New York Giants
Nel 2005, Feely passa ai New York Giants, giocando 16 partite mettendo 35 su 42 field goal, di cui uno bloccato, con il più lungo di 52 yard. Ha realizzato anche 43 su 43 extra point"record personale" e 98 kick off per 6 211 yard "record personale" di cui uno terminato fuori dal campo di gioco, 12 in touchback e 85 ritornati con un touchdown.
Nel 2006 ha giocato 16 partite mettendo 23 su 27 field goal con il più lungo di 47 yard. Ha realizzato anche 38 su 38 extra point e 78 kick off per 5 039 yard di cui 12 in touchback, 65 ritornati e un onside kick non recuperato.

### Miami Dolphins
Nel 2007, Feely passa ai Miami Dolphins dove rimane una sola stagione, realizzando 21 su 23 field goal, il più lungo da 53 yard. Ha realizzato anche 26 su 26 extra point e 66 kick off per 3 818 yard di cui 3 terminati fuori dal campo di gioco, 8 touchback, 49 ritornati con 2 touchdown e 6 onside kick di cui nessuno recuperato.

### New York Jets
Nel 2008 ha giocato con i New York Jets 15 partite realizzando 24 field goal su 28, il più lungo dei quali da 55 yard. Ha realizzato 39 su 39 extra point e 80 kick off per 5 038 yard di cui 7 in touchback, 69 ritornati e 3 onside kick di cui uno recuperato.
Nel 2009, Feely ha giocato 16 partite realizzando 30 field goal su 36, con il più lungo da 55 yard. Ha realizzato 32 au 32 extra point e 82 kick off per 5431 yard di cui uno terminato fuori dal campo, 10 in touchback, 70 ritornati con 2 touchdown. Ha anche fatto 4 tackle da solo.

### Arizona Cardinals
Dopo la stagione 2009, Feely è diventato unrestricted free agent. Il 2 aprile 2010 ha firmato con gli Arizona Cardinals, dove è rimasto per quattro stagioni. È stato svincolato il 25 agosto 2014.

### Chicago Bears
Il 3 dicembre 2014, Feely ha firmato con i Chicago Bears dopo un infortunio al quadricipite del titolare Robbie Gould.

## Palmarès
- PFWA All-Rookie Team - 2001

## Statistiche
| Field goal provati   | 398 |
| Field goal segnati   | 329 |
| Field goal più lungo | 61  |

Statistiche aggiornate alla stagione 2013